# Cardiosace callima
Cardiosace callima är en fjärilsart som beskrevs av Bethune-Baker 1911. Cardiosace callima ingår i släktet Cardiosace och familjen nattflyn. Inga underarter finns listade i Catalogue of Life.